# Erika Weinstein
Erika Weinstein z domu Götz (ur. 6 stycznia 1950 w Schweinfurcie) – niemiecka lekkoatletka, sprinterka i płotkarka, medalistka halowych mistrzostw Europy. W czasie swojej kariery reprezentowała RFN.
Na halowych mistrzostwach Europy w 1972 w Grenoble zdobyła złoty medal w sztafecie 4 × 2 okrążenia (w składzie: Rita Wilden, Weinstein, Christel Frese i Inge Bödding) oraz brązowy medal w biegu na 400 metrów (za swymi rodaczkami Frese i Bödding).
Ponownie zdobyła złoty medal w sztafecie 4 × 2 okrążenia (w składzie: Dagmar Jost, Weinstein, Annelie Wilden i Gisela Ellenberger) na halowych mistrzostwach Europy w 1973 w Rotterdamie, a w biegu na 400 metrów odpadła w półfinale. Na halowych mistrzostwach Europy w 1974 w Göteborgu również odpadła w półfinale biegu na 400 metrów. 18 lipca 1975 w Durham ustanowiła rekord świata w sztafecie 4 × 440 jardów wynikiem 3:30,3 (sztafeta RFN biegła w składzie: Christiane Krause, Dagmar Jost, Weinstein i Elke Barth).
Później zaczęła specjalizować się w biegu na 400 metrów przez płotki. Wystąpiła w tej konkurencji na mistrzostwach Europy w 1978 w Pradze, ale odpadła w półfinale.
Była mistrzynią RFN w biegu na 400 metrów przez płotki w 1975 i 1977, wicemistrzynią na tym dystansie w 1978 i 1979 oraz brązową medalistką w 1982. Zdobyła również mistrzostwo RFN w sztafecie 4 × 400 metrów w 1975, 1980 i 1983 oraz w drużynie w biegu przełajowym na krótkim dystansie w 1972 i 1973. W hali była mistrzynią w biegu na 400 metrów w 1974, wicemistrzynią w 1972 i 1973 oraz brązową medalistką w 1978, a także mistrzynią w sztafecie 4 × 1 okrążenie w 1973, 1974, 1975 i 1978.
Trzykrotnie ustanawiała rekord RFN w biegu na 400 metrów przez płotki do wyniku 56,93 s (28 sierpnia 1977 w Londynie).